# NGC 6360
NGC 6360 é um asterismo na direção da constelação de Ophiuchus. O objeto foi descoberto pelo astrônomo John Herschel em 1834, usando um telescópio refletor com abertura de 18,6 polegadas. 